# Hermann Geißler (Kriminalpolizeidirektor)
Hermann Geißler (* 1907; † unbekannt) war Chef der Kriminalpolizei des Landes Thüringen und Mitglied der Kommunistischen Partei Deutschlands.

## Leben
Geißler baute als Mitglied der provisorischen Bezirksleitung der Kommunistischen Partei Deutschlands nach dem Zweiten Weltkrieg das Landespolizeiamt auf. Die zunächst von Hermann Geißler geleitete Landespolizeistelle bekam nach Übernahme der Geschäfte durch Erich Reschke im Oktober 1945 als Polizeipräsident am 17. November 1945 den offiziellen Status eines Landesamtes.
Geißler wie Reschke gehörten während der Zeit des Nationalsozialismus der Buchenwalder Widerstandsorganisation der Funktionshäftlinge des KZ Buchenwald an. Sie hatten den Anspruch eine „antifaschistische Volkspolizei“ aufzubauen. Sie gehörten zu jenen, die anfänglich als Funktionshäftlinge und Mitglieder der illegalen Widerstandsorganisation einen hohen Anteil der polizeilichen Führungskräfte stellten, die jedoch oft später aus den Leitungspositionen wieder verdrängt wurden. Geißler leitete ab November 1945 die Abteilung Kriminalpolizei.